# Danh sách khu bảo tồn Ả Rập Xê Út
Đây là danh sách các khu bảo tồn thiên nhiên ở Ả Rập Xê Út:
1. Khu liên hợp Abu Ali / Dawhat và Dafi Musallamiyah
2. Abu Duda
3. Khu bảo tồn thiên nhiên Ad-Dahna (Hawmat an-Niqyan)
4. Thác Ad-Dahna
5. Al Hair Wetland
6. Quần đảo Al Hasani và Libana
7. Khu giải trí quốc gia Al Hassa / Uqair
8. Al Muwailih
9. Vịnh Al Uqayr
10. Đài tưởng niệm tự nhiên Al Wahbah
11. Khu bảo tồn Al-Ahsa
12. Al-Haram al-Madani
13. Al-Haram al-Makki
14. Khu bảo tồn thiên nhiên Al-Hawtah
15. Al-Hijr
16. Khu bảo tồn Al-Jandaliyah
17. Khu bảo tồn Al-Khunfah
18. Khu bảo tồn Chim Al-Mansuriyah và Al-Hair Dam
19. Al-Wahba
20. Al-Wajh
21. Aqabat ash-Sha'ar
22. Đảo Arabiyah
23. Khu quản lý động vật hoang dã Ar-Rub'al-Khali
24. Ash-Shu'aybah và Mastaba
25. Công viên quốc gia Asir
26. At Tawil
27. Ath Thamamah
28. Khu bảo tồn thiên nhiên hoang dã Ath-Thumamah
29. Khu bảo tồn thiên nhiên At-Tawil
30. Khu bảo tồn At-Taysiyah
31. Khu vực bảo vệ Tubayq
32. Bờ biển Sharm Zubeir
33. Khu bảo tồn Dahl Maaqala
34. Dawat Ad-Dafl, Dawat Al-Musallamiyah và Khu bảo tồn động vật hoang dã biển Coral Islands
35. Khu bảo tồn Dhahran
36. Quần đảo Farasan
37. Ghubbat Bal'aksh
38. Khu bảo tồn Vịnh
39. Đảo Haramil
40. Đảo Harqus
41. Khu bảo tồn Harrat al-Harrah
42. Khu bảo tồn thiên nhiên Harrat ar-Raha
43. Hawtat Bani Tamin
44. Công viên quốc gia Hema Hureimla
45. Vườn quốc gia Hima Huraymila
46. Bãi biển Humaydah
47. Khu bảo tồn truyền thống của Huraymila
48. Khu bảo tồn Ibex Reserve
49. Khu bảo tồn Jabal Aja
50. Khu bảo tồn thiên nhiên Jabal al-Lawz / Hisma
51. Khu bảo tồn thiên nhiên Jabal Athrab
52. Khu bảo tồn thiên nhiên Jabal Dibbagh
53. Khu bảo tồn Jabal Ibrahim / Wadi Buwwah
54. Khu bảo tồn truyền thống Jabal Ral Hima
55. Khu bảo tồn thiên nhiên Jabal Salma
56. Khu bảo tồn thiên nhiên Jabal Shada
57. Khu bảo tồn thiên nhiên Jabal Tuwayq
58. Jabel Ibrahim Wadi Buwwah Khu bảo tồn
59. Khu bảo tồn thiên nhiên quốc gia Jabul Letub
60. Đảo Jana
61. Jeddah Salt Marshes
62. Khu bảo tồn thiên nhiên Jibal al-Humrah / Riyadh Jabal Mukallibah
63. Đảo Jurayd
64. Đảo Karan
65. Khu vực và quần đảo Khawr al Ja'afirah
66. Khawr Itwad
67. Khawr Nahoud
68. Khawr Wahlan
69. Khu bảo tồn thiên nhiên Khaybar Saltmarshes
70. Khor Al Wahla
71. Khor Amiq và Raqa
72. Đảo Kurayn
73. Khu bảo tồn thiên nhiên Layla Lakes
74. Khu bảo tồn Mahazat as-Sayd
75. Khu bảo tồn Majami'al-Hadb
76. Bãi biển Maqna North
77. Đảo Marqa
78. Marsa al Usalla
79. Marsa Umm Misk
80. Bãi biển Mastura
81. Mersa as Sarraj
82. Mersa Tawil
83. Nafud al-'Urayq
84. Khu bảo tồn thiên nhiên hoang dã Najran
85. Bắc và Nam Sharm Wasm và Al Quhma và quần đảo Qadimbal
86. Rạn san hô và quần đảo Bắc Inner Farasan
87. Rạn san hô và quần đảo Bắc Outer Farasan
88. Khu quản lý động vật hoang dã vùng quản lý động vật hoang dã phía Bắc
89. Oreste Point
90. Chuỗi đảo Qalib
91. Khu bảo tồn thiên nhiên Qaryat al Fau Al-Arid
92. Qishran
93. Ras Abu Madd đến Sharm Hasi
94. Ras Baridi và Sharm al Khaur
95. Ras Hatiba
96. Ras Suwayhil
97. Khu bảo tồn thiên nhiên Rawdat Khuraym
98. Raydah
99. Khu liên hợp Safaniya / Manifa Bay
100. Khu bảo tồn thiên nhiên Saja / Umm
101. Khu bảo tồn truyền thống Shada Hima
102. Sharm Dumagha và Sharm Antar
103. Sharm Habban đến Sharm Munaybirah
104. Sharm Yahar đến Saharm Jubba
105. Sharm Yanbu
106. Sharm Zubayr
107. Shi'b Abu al-Liqa và Shi'b al-Kabir
108. Shib Al Kabir
109. Khu phức hợp Reef Green Shi'b
110. Vịnh Nam Salwah
111. Bãi biển Nam Jizan
112. Nam Qunfidah
113. Khu bảo tồn Chim Tabuk Wetlands
114. Khu phức hợp Tarut Bay
115. Quần đảo Umm al-Qamari
116. Umm Lajj
117. 'Uruq Bani Ma'arid
118. Khu bảo tồn thiên nhiên Wadi an-Naaman / Wadi Wajj
119. Khu bảo tồn Wadi Hizmah
120. Wadi Jawrah
121. Khu bảo tồn chim Wadi Jizan Reservoir
122. Khu bảo tồn thiên nhiên Wadi Murwani
123. Wadi Qirshah
124. Khu bảo tồn thiên nhiên Wadi Rabigh
125. Khu bảo tồn thiên nhiên Wadi Turabah
126. Khu bảo tồn thiên nhiên Wadi Ulayb
127. Khu bảo tồn thành phố Yanbu
128. Khu bảo tồn ven biển Yanbu